# Liste der Monuments historiques in Angeot
Die Liste der Monuments historiques in Angeot führt die Monuments historiques in der französischen Gemeinde Angeot auf.

## Liste der Objekte
| Bezeichnung                                                        | Beschreibung                  | Standort                          | Kennzeichnung | Schutzstatus | Datum | Bild |
| ------------------------------------------------------------------ | ----------------------------- | --------------------------------- | ------------- | ------------ | ----- | ---- |
| Skulptur des heiligen Sebastian (auf dem Foto an der rechten Wand) | Holz, bemalt, 17. Jahrhundert | in der Kirche St-Sébastien (Lage) | PM90000218    | Inscrit      | 1985  |      |